# 空白の意匠
『空白の意匠』（くうはくのいしょう）は、松本清張の短編小説。『新潮』1959年4月号および5月号に掲載され、同年7月に短編集『真贋の森』収録の一作として、中央公論社から刊行された。
1959年・1962年にテレビドラマ化されている。

## あらすじ
地方紙Q新聞の広告部長の植木欣作は、和同製薬が力を入れて宣伝している強壮剤「ランキロン」の広告の真上に、「ランキロン」の中毒作用で患者が急死したとする見出しが目に入り、狼狽する。編集局長の森野義三は広告部がタッチするのは編集権の侵害だと憤るが、東京の広告代理店・弘進社副課長の中田から怒りの電話がかかり、弘進社がQ新聞の出稿量を激減させ新聞の広告欄に巨大な空白が生じると植木はあせる。「ランキロン」の中毒作用記事は誤報と判明するが、中田はQ新聞の取次を全面的に取りやめるかもしれないと言い、植木は専務の小林と相談し、弘進社の課長の名倉忠一に直接会って頼み込むしかないと考える。
ようやく名倉がQ新聞へ出向くという話が入り、Q新聞は社を挙げて名倉忠一の接待準備に奔走する。到着した名倉は機嫌のいい様子を見せ、その晩の宴会でも相変らず笑いを湛えていた。招待者側の意のままになってゆく名倉の行動を見て、もはやその意志は決定的と、植木も専務も安堵するが、帰京まぎわ、名倉は専務の耳に口を寄せる。

## エピソード
- 著者は「「空白の意匠」は、地方紙と中央の広告代理店との関係に興味を持って書いた」「この小説がNHKでテレビ化されたとき、地方紙から抗議がNHKに来たという。私は広告代理店から抗議がくると思っていたら、話は逆だった。つまり、地方紙はそれほど弱体ではないというのである。広告代理店への遠慮か、それとも自己のコンプレックスからか」と記している[1]。
- 宮部みゆきは「実際はサラリーマン社会をよく知らない私でも「ひゃ、ひゃあ」と叫びたくなるような作品」と述べている[2]。

## テレビドラマ

### 1959年版
1959年7月31日（21:00-22:00）、NHKの「テレビ劇場」で放映。
キャスト
- 植木欣作：西村晃
- 伊藤雄之助
- 織田政雄
- 松本克平、永田靖、加藤嘉、日高澄子、佐野タダ枝、近藤凖、小池朝雄、川口敦子、大堀泰子、新村礼子、杉本孝子

スタッフ
- 脚色：大川久男
- 演出：堀田浩二
- 制作：NHK

### 1962年版
1962年6月7日と6月8日（22:15-22:45）、NHKの「松本清張シリーズ・黒の組曲」の1作として2回にわたり放映。 
キャスト
- 植木欣作：下條正巳
- ：斎藤美和
- 森野義三：嵯峨善兵
- 小林専務：長浜藤夫
- 名倉忠一：芦田伸介
- ：大滝秀治
- ：庄司永建
- ：表泰子

スタッフ
- 脚色：川崎九越
- 音楽：別宮貞雄
- 演出：石島晴夫